# 阿托德爾卡門

阿托德爾卡門（西班牙語：Alto del Carmen），是智利的城鎮，位於該國北部阿塔卡馬大區的瓦斯科省，面積5,938.7平方公里，海拔高度819米，2012年人口5,034人，人口密度每平方公里0.85人。
28°45′34″S 70°29′12″W / 28.75944°S 70.48667°W